# Jure Pavičić
Jure Pavičić (Boričevac, 9. lipnja 1906. – Rim, 10. veljače 1946.), hrvatski književnik, novinar i političar.

## Životopis
Rodio se u Boričevcu. Poznat kao književnik, novinar i političar. Objavio je nekoliko knjiga. Pisao za razne listove i uređivao brojna glasila izrazito nacionalističke orijentacije. Oženio se Židovkom Mirom Licht, nekoliko mjeseci prije proglašenja NDH. Netočni su izvori gdje se tvrdi da su sklopili brak nakon njemačkog napada na Jugoslaviju. Doglavnik Mile Budak je u dopisu svibnja ili lipnja 1941. poglavniku Paveliću, nakon što mu je to usmeno naložio, naznačio za početak skupinu osoba koje bi imale pravo na priznanje arijskih prava i među njima je spomenuo Pavičićevu suprugu, koja je tad već bila rimokatoličke vjere. Budak Pavičića oslovljava suborcem i stavlja ga u rang s Ivom Oršanićem i Milovanom Žanićem, čije su supruge također bile Židovke rimokatoličke vjere. Pavičić je 1943. postao doglavnikom. Obnašao dužnost ravnatelja Hrvatske državne tiskare. 
Radio je na osnivanju hrvatskog odbora u Švicarskoj 1943., uz prof. Kriškovića, bivšeg konzula Paskijevića, ekonomista Davida Karlovića i dr. Nastavio je usposavljati kontakte s zadrugarskim prvacima, radi buđenja naklonosti prema Hrvatskoj, što mu je uspijevalo. Pronađen 1946. u hotelskoj sobi u Rimu, otrovan plinom. Okolnosti smrti drže se nerazjašnjenima.